# Johannes Schiørring
Johannes Schiørring (10. januar 1869 i København – 16. januar 1951 på Frederiksberg) var en dansk violinist og kgl. koncertmester, halvbror til Henry Schiørring og far til Nils Schiørring.
Han var søn af kgl. kammermusikus Christian Schiørring og hustru Amalie født Erichsen, blev elev af Det Kgl. Danske Musikkonservatorium og professor Valdemar Tofte. Han var musiklærer i Bedford 1890-92 og blev efter sin hjemkomst ansat i Det Kongelige Kapel 1893. Schiørring var på gentagne studierejser til Berlin og Paris, var lærer ved Det Kgl. Danske Musikkonservatorium 1909-48 og koncertmester 1917-34. Han var medstifter af og bestyrelsesmedlem i Privat Kammermusikforening og var Ridder af Dannebrog.
Han blev gift 2. april 1909 med Karen Pullich (6. juni 1886 i København – 18. februar 1981 i Hundige), datter af overlærer ved Metropolitanskolen Anton Pullich (død 1894) og hustru Gerda født Kierboe (død 1949).